# Bučane
Buçan en albanais et Bučane en serbe latin (en serbe cyrillique : Бучане) est une localité du Kosovo située dans la commune/municipalité de Pejë/Peć et dans le district de Pejë/Peć. Selon le recensement kosovar de 2011, elle compte 677 habitants, tous albanais.

## Histoire
Le village abrite un cimetière qui remonte au XVIIIe siècle ; mentionné par l'Académie serbe des sciences et des arts, il est inscrit sur la liste des monuments culturels du Kosovo.

## Démographie

### Évolution historique de la population dans la localité
| 1948 | 1953 | 1961 | 1971 | 1981 | 1991 | 2011 |
| ---- | ---- | ---- | ---- | ---- | ---- | ---- |
| 315  | 318  | 345  | 418  | 595  | 694  | 677  |

|  |